# Kim Hertogs
Kim Hertogs (Turnhout, 13 april 1982) is een Vlaamse actrice en theatermaker. Ze schreef ook columns voor de Vlaamse versie van het modetijdschrift Elle.

## Levensloop
Hertogs behaalde een licentiaat in de Communicatiewetenschappen aan de Universiteit Antwerpen en trok vervolgens naar de Toneelacademie Maastricht, waar ze in 2008 afstudeerde. In dat jaar stond ze met het stuk Nachtelijk Symposium op Theater aan Zee en begon ze met de opnames van haar eerste televisierol: receptioniste Jana in de telenovelle LouisLouise. In 2013 speelde ze de hoofdrol naast Guy Van Sande in het achtste seizoen van de politieserie Zone Stad.

## Filmografie

### Film
- 2022 - Zee van tijd: Lianne
- 2020 - Superette Anna: Marianne
- 2017 - Verborgen verlangen: Vanessa Van Looy
- 2017 - Het tweede gelaat: Mevr. Cody
- 2015 - Bowling Balls: Sonja Slaets
- 2013 - Los Flamencos: Moeder Fleminckx
- 2010 - Zot van A.: Receptioniste

### Televisie

#### Hoofdrollen
- 2021-2022 - Mijn Slechtste Beste Vriendin: Zita Scheepers
- 2015 - De zoon van Artan: Rune
- 2013 - Zone Stad: Esther Mathijs
- 2012 - De Vijfhoek: Sophie Leroi
- 2011 - Code 37: Yanina Dewael
- 2010 - Aspe: Kim Vanmaele
- 2008-2009 - Louislouise: Jana Pattyn

#### Gastrollen
- 2023 - Flikken Maastricht: Juliette de Coningh
- 2022 - Geldwolven: Bo
- 2022 - De Kotmadam: Regina
- 2021 - Beau Séjour: klant in strandbar
- 2018 - 13 Geboden: Kelly
- 2018 - Professor T.: Inske Landschoot
- 2014 - De Ridder: Charlotte Mestdagh
- 2014 - Cordon: Ingrid
- 2013 - Ontspoord: Liesbet Allegaerts
- 2010 - Duts: Stagiaire psychiater
- 2010 - Witse: Maya Verheyt
- 2010 - Zone Stad: Annick Van Dijck

## Theater
- 2013	De moed om onvolmaakt te zijn (Madam Fortuna)
- 2013	SPIELZEIT (Met Kaat Haest)
- 2011	Op zoek naar Milena (solo)
- 2010	Niemand weet van iemand (4Hoog/Bronks)
- 2008	Nachtelijk Symposium (Theater aan Zee)